# Супсидијарност
Супсидијарност је принцип друштвене организације који сматра да друштвена и политичка питања треба решавати на најнепосреднијем нивоу који је за то прикладан.
Супсидијарност је можда најпознатија као опште начело права Европске уније.

## Дефиниција
Оксфордски речник енглеског језика дефинише супсидијарност као "начело да централна власт треба да има супсидијарну функцију, обављајући само оне задатке који се не могу обављати на локалном нивоу".